# Manuel Sagasti
Manuel Sagasti (San Sebastián, 2 de enero de 1789-San Sebastián, 4 de octubre de 1818) fue músico español.

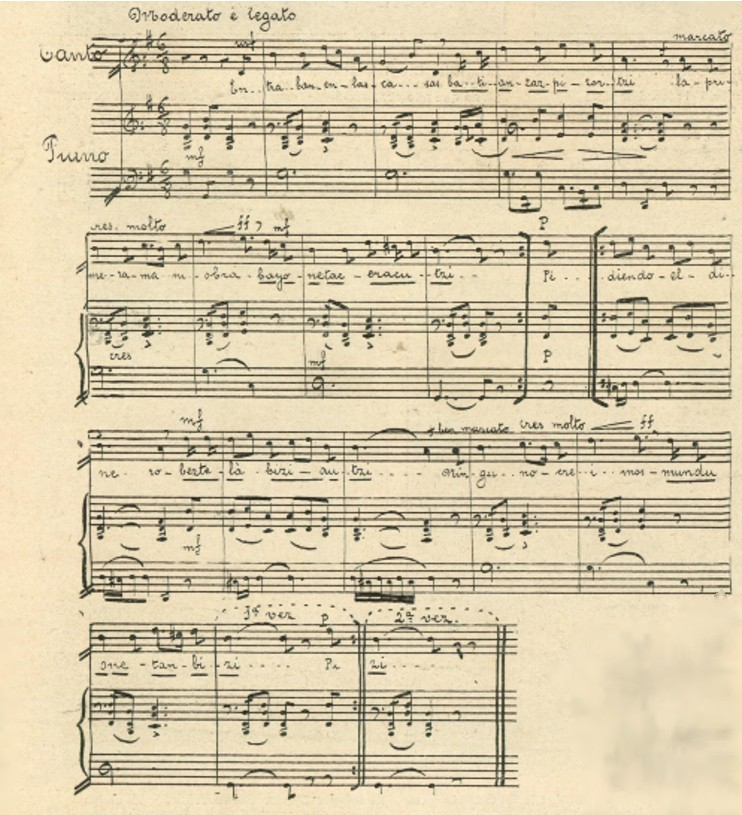
"Entraban en las casas, batian zazpi zortzi..."

Nació en San Sebastián en 1789. Estudió en la localidad francesa de Burdeos, destacando por sus cualidades de violinista. Tras el incendio y destrucción de San Sebastián en 1813, compuso un Nocturno y Misa de difuntos interpretados en el primer aniversario de la catástrofe. Compuso igualmente la ópera El infante de Zamora, hoy perdida. Falleció en San Sebastián en 1818.
En el tomo VIII del Diccionario Geográfico Universal publicado en Barcelona en 1833 se le cita en la voz San Sebastián como “hombre tan aficionado a la música y con tan sobresalientes disposiciones para este arte, que habiéndole arrebatado la muerte en la temprana edad de 30 años, dejó admirables composiciones que harían honor a los más distinguidos maestros de esta facultad”. 

## Obras
- Nocturno y Misa de difuntos (Ti/Ti/T/B/orq)
- Vigilia, misa de requiem y responso (Ssolo/Asolo/S/A/T/B/orq)
- [Entraban en las casas]. En: Novedades,Año I, n.º 11, 5-0-1909
- Sartu Ciraden. En: Euskal Erria, Tomo LXV, n.º 1039 (1911), p. 10